# Peacock Sound
Peacock Sound – cieśnina w zachodniej Antarktydzie oddzielająca Wyspę Thurstona od Wybrzeża Eightsa, łącząca Morze Bellingshausena z Morzem Amundsena. Wypełnia ją Lodowiec Szelfowy Abbota.

## Nazwa
Nazwa cieśniny upamiętnia statek „Peacock”, na którym William L. Hudson (1794–1862) przepłynął w marcu 1839 roku wzdłuż paku lodowego na północ od Wyspy Thurstona .

## Geografia
Peacock Sound znajduje się w zachodniej Antarktydzie, oddziela Wyspę Thurstona od Wybrzeża Eightsa , łącząc Morze Bellingshausena z Morzem Amundsena . Cieśnina ma ok. 217 km długości i ok. 64 km szerokości . Nie jest żeglowna – 
wypełnia ją Lodowiec Szelfowy Abbota .
W cieśninie leżą wyspy: Sherman Island, Carpenter Island, Dustin Island, Johnson Island, McNamara Island, Farwell Island i Dendtler Island.

## Historia
Cieśnina została po raz pierwszy zauważona podczas amerykańskich lotów z USS Bear w 1940 roku, a następnie zmapowana na podstawie zdjęć wykonanych z powietrza w ramach Operacji Highjump w latach 1946–1947 . W 1960 roku odkryto, że przebiega ona równolegle do południowego wybrzeża Wyspy Thurstona i stwierdzono, że Wyspa Thurstona to wyspa .